# Dirka po Franciji 2000
| Mesto | Ime               | Država    | Ekipa            | Čas        |
| ----- | ----------------- | --------- | ---------------- | ---------- |
| 1     | Lance Armstrong   | ZDA       | U.S. Postal      | 92h 33'08" |
| 2     | Jan Ullrich       | Nemčija   | Deutsche Telekom | 6'02"      |
| 3     | Joseba Beloki     | Španija   | Festina          | 10'02"     |
| 4     | Christophe Moreau | Francija  | Festina          | 10'34"     |
| 5     | Roberto Heras     | Španija   | Kelme            | 11'50"     |
| 6     | Richard Virenque  | Francija  | Polti            | 13'26"     |
| 7     | Santiago Botero   | Kolumbija | Kelme            | 14'18"     |
| 8     | Fernando Escartin | Španija   | Kelme            | 17'21"     |
| 9     | Francisco Mancebo | Španija   | Banesto          | 18'09"     |
| 10    | Daniele Nardello  | Italija   | Mapei            | 18'25"     |

Dirka po Franciji 2000 je bila 87. dirka po Franciji, ki je potekala leta 2000.

## Pregled
| Kategorije                          | Podatki             |
| ----------------------------------- | ------------------- |
| Začetek-konec                       | Futuroscope - Pariz |
| Dolžina (km)                        | 3.630               |
| Število etap                        | 21                  |
| Povprečna hitrost zmagovalca (km/h) | 38,570              |
| Kolesarjev                          | 180                 |
| Tekmo končalo                       | 128                 |